# Tollent
Tollent ist eine französische Gemeinde mit 86 Einwohnern (Stand 1. Januar 2022) im Arrondissement Arras des Départements Pas-de-Calais. Sie liegt im Kanton Auxi-le-Château und ist Mitglied des Kommunalverbandes Ternois.
| Labroye   |           | Caumont        |
|           | Kompass   | Gennes-Ivergny |
| Le Boisle | Boufflers |                |

## Sehenswürdigkeiten

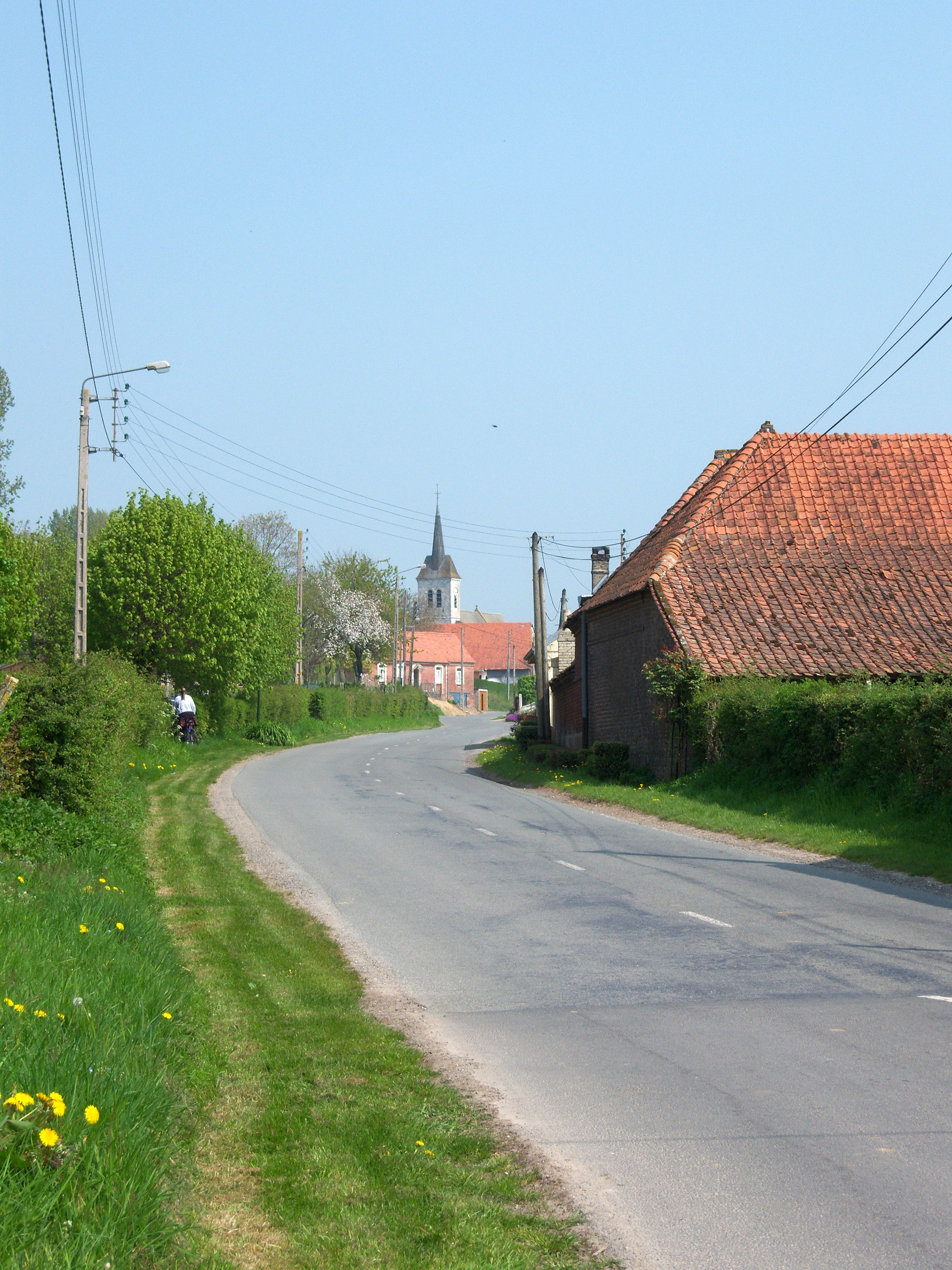
Kirche Notre-Dame